# Виница (квартал на Варна)
Вижте пояснителната страница за други значения на Виница.
Виница е квартал на Варна. Намира се на 3 km от курорта „Св. св. Константин и Елена“. Застрояването е предимно с къщи и нови кооперации. Кварталът е част от район Приморски и е отдалечен на около 10 километра от централното ядро на града.

## Население и транспорт
Населението на квартал Виница нараства непрекъснато. В момента то е около 8 000 души. 
В квартала има добра транспортна мрежа, но линиите не са достатъчни за населението:
Линия 29: Аладжа манастир – кв. Виница - ЖП гара;
Линия 31: Виница – ЖП гара, на интервал 10 – 15 мин;
Линия 31 А: Виница – Св. св. Константин и Елена - ЖП гара, на интервал от 40 мин.
В квартала има инициатива за създаването на нови автобусни линии, които да свързват квартала с главни спирки в града. 

## История
Названието на селището е Кестрич до 1934 г., като според Васил Миков това е турцизирана форма на средновековния топоним Кастрици. През 1934 селото е преименувано на Царево, а от 1947 г. носи името Виница. В миналото е било населено изключително с гагаузи, говорещи гагаузки език, един от неразвилите се в литературен език тюркски езици. След Освобождението от 100 къщи 12 са били български, останалите – гагаузки. До Освобождението много жители на тогавашното село Кестрич са говорили само на гагаузки (близък до турския) у дома, а в училище – на гръцки. Причина за това е, че гагаузите са православни християни, но са били под върховенството на вселенския патриарх в Цариград. Покрай това църковните им служби са се водили на гръцки език. Така „официалният“ по онова време черковен език на общността е бил гръцкият, а всекидневният – гагаузкият. Именно заради училището и църквата за гагаузите по онова време е било нормално да се гърчеят. Националистките уклони в контакта на гръцките свещеници с простолюдието от гагаузки произход на българска територия води до разбирането у мнозина от тях, че е престижно гагаузинът да се представя като грък, да се черкува в гръцката църква и да говори на турски, когато отиде в града на пазар. Подвеждани от гръцките свещеници, гагаузите от селото организират демонстрация против преминаването на селото към Българската екзархия и въвеждането на българския език вместо гръцкия в училището. Това продължава за кратко и след Освобождението. По това време село Кестрич заедно с Варна е бил най-силният бастион на гръцкия митрополит Калиник. Тогава немалко семейства от района временно се преселват в Гърция, оплаквайки се от дискриминация и гонения от страна на българските власти. Факт обаче е, че не след дълго се връщат поради по-лошите икономически условия в Гърция по онова време.
При избухването на Балканската война в 1912 година 1 човек от с. Кестрич е доброволец в Македоно-одринското опълчение.

## Редовни събития
Всяка година на 2 май има концерт и панаир. Денят се счита за празник на Виница. Тогава е и празникът на местната църква „Свети Атанасий“.

## Други
Във Виница има Основно училище „Панайот Волов“, разположено в центъра на квартала. В училището учат деца до 7 клас. Училище със занаятия на гръцки език е съществувало още преди Освобождението, но за начална дата се счита 1881 г., когато започва да се преподава на български език. Училището на няколко пъти е променяло името си.
На изхода на квартала в посока Аладжа манастир се намира конна база, която особено преди години е била широко използвана, но с течение на времето е доста занемарена. Базата се състои от 3 клуба, а от долната страна на пътя се намират 4 конюшни.
Допреди няколко години през Виница минаваше и една от началните, както и последната от скоростните отсечки на известното в Европа, получило впоследствие и коефициент 20 за трудност автомобилно рали „Златни“. В последните години преди да бъде преместено носеше и името „Албена“. Това състезание привличаше целия европейски елит в автомобилния спорт.

## Личности
Родени във Виница
- Андрей Георгиев Андреев (1883 – след 1943), македоно-одрински опълченец, четата на Никола Лефтеров, сражава се на връх Занога на 6, 7 и 9 октомври 1912 г., при Чаир чаля на 11, 12 и 13 октомври 1912 година, бой против гърците при Чай Аза, боя на 16 и 17 февруари 1913 година при Ангиста, боя на 9 и 10 май 1913 година при Пърнар Даг, боя на 17 и 18 май 1913 година; четата е преобразувана в 4-та рота на 10-а прилепска дружина и участва в боевете на 16, 17, 18 и 19 юни 1913 година; на 22 април 1943 година, като жител на Царево, Варненско, подава молба за българска народна пенсия, която е одобрена и пенсията е отпусната от Министерския съвет на Царство България[5]